# Протестантизм в Нидерландах
Протестантизм возник в результате Реформации (от лат. reformatio— преобразование, исправление) — движения в ряде европейских стран, совокупность независимых церквей, церковных союзов и деноминаций, направленных на восстановление церкви в духе Евангелия и на устранение всего того, что представлялось отходом от него. Для борьбы с протестантизмом, Карл V ввел инквизиторские суды (что в 1522 послужило разделом голландских провинций на Северные и Южные). Из это следует то, что дата распространения протестантских идеи по нидерландским землям предшествует вышеописанному событию.

## История становления

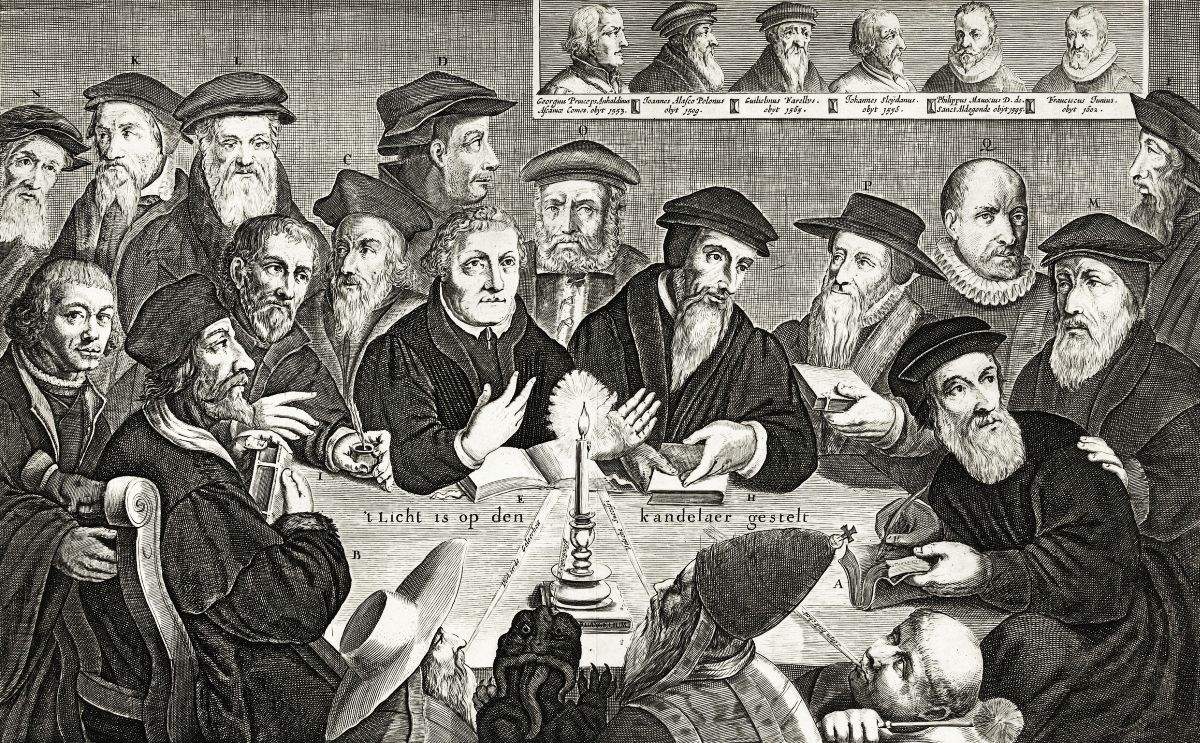
Группа протестантов, 17 век

Появление первых протестантов на голландских земля по времени практически совпадает с проповедью Мартина Лютера. Однако ни лютеранство, проповедовавшее верность сюзерену (которым для Нидерландов был испанский король), ни анабаптизм не получили в стране значительного количества сторонников. С 1540 года здесь начал распространяться кальвинизм и к 1560 году большинство населения стали приверженцами этого религиозного течения. Наиболее драматические события в Нидерландах произошли во время правления ревностного католика — короля Испании Филиппа II, который считал своей целью искоренение ереси в подвластных ему землях. Эти меры вызвали ответную реакцию со стороны голландцев. Повсеместно возникали очаги сопротивления властям, особенно во время казней «еретиков». Одновременно с этим, к 1562 году сформировалась аристократическая оппозиция (так называемая Лига господ), которую возглавили принц Вильгельм I Оранский, граф Ламораль Эгмонт, адмирал Горн. В 1563 году возник близкий к Лиге господ — Союз дворян. После этого, 5 апреля 1566 года собрание депутатов голландских провинций и члены союза вручили наместнице Нидерландов Маргарите Пармской обращение, содержавшее требования оппозиционеров. Их одеяние дало повод одному из вельмож презрительно назвать их — гёзами, то есть нищими.
В голландских землях папское влияние очень рано вызвало решительный протест. За 700 лет до Мартина Лютера, против Папы Римского выступили два епископа, которые, оказавшись в Риме, увидели "истинный характер" того, кто сидит на святом престоле. Этот протест из века в век поддерживали все новые люди. Те первые учителя, которые путешествовали по всей стране под вымышленными именами, работали по примеру вальденсских миссионеров, донося до населения новую религиозную идею. Благодаря этому их учение быстро распространялось. Нигде реформаторское учение не было так единодушно принято, как голландцами. Несмотря на преследования, которые были сильнее, чем в других странах, борьба продолжалась и набирала обороты. В немецких землях Карл V запретил движение Реформации, но многие князья упорно сопротивлялись этому. Над голландскими землями его власть была значительно большей и потому, здесь непрестанно выходили указы о гонениях и преследованиях.

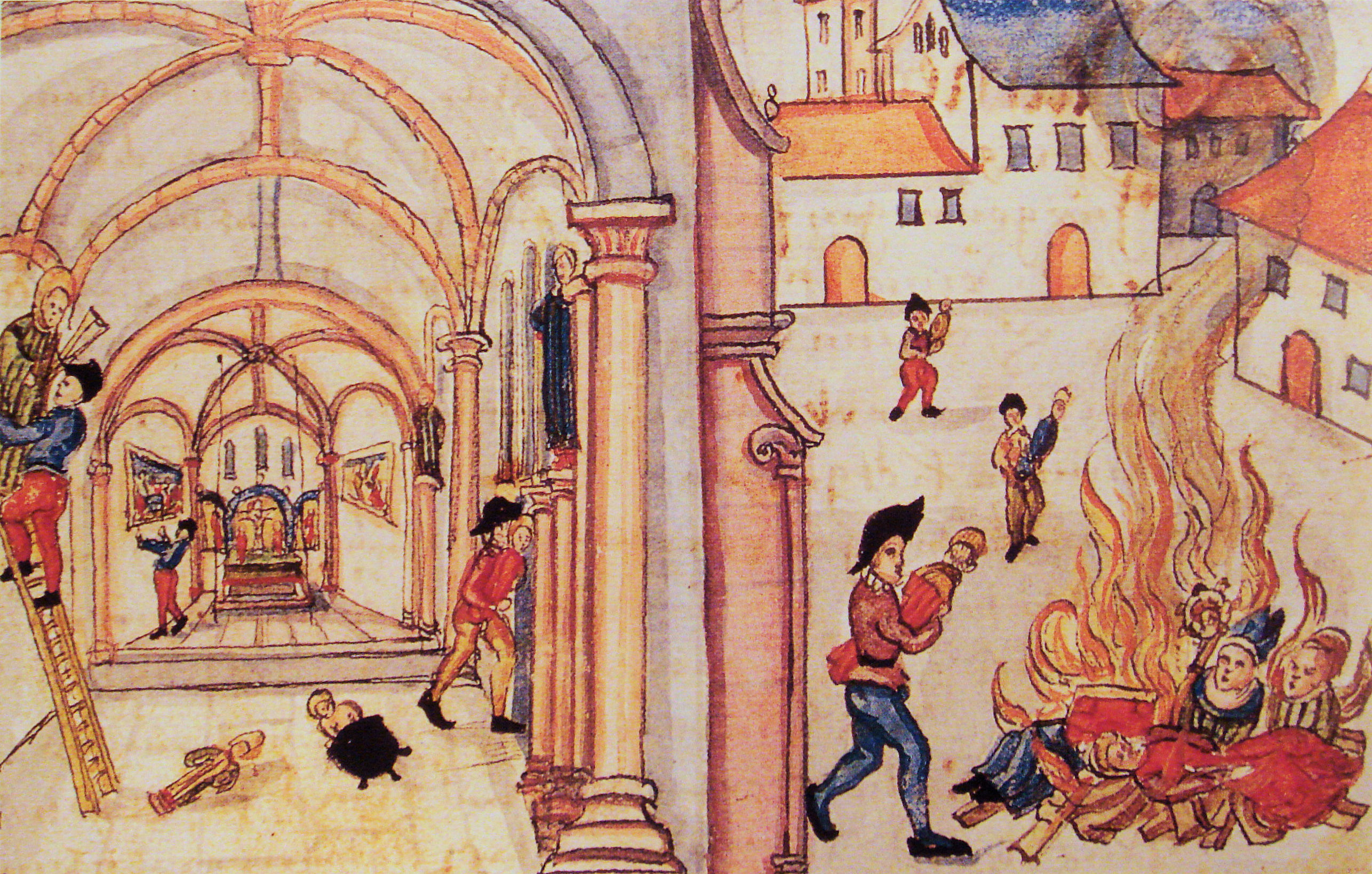
Иконоборческие движения, Цюрих, 1524 г.

Идеи Реформации нашли в Нидерландах значительное количество сторонников. Их поддержало большинство населения страны, особенно в крупных городах — Амстердаме, Антверпене, Лейдене, Утрехте. Несмотря на репрессии, протестанты утверждались в обществе и все больше обретали популярность. Во времена Реформации здесь появилось много кальвинистов и анабаптистов. В 1561 г. кальвинисты Нидерландов впервые заявили, что поддерживают только ту власть, действия которой не противоречат Священному Писанию. На следующий год именно кальвинисты начинают открытое противостояние политике Филиппа II. Они устраивали многотысячные молебни в окрестностях городов, освобождали из тюрем единоверцев. Они и их сторонники, дворяне, потребовали от испанского короля вывести испанские войска с голландских земель, созвать Генеральные штаты, отменить законы против еретиков и гарантировать свободу вероисповедания. Летом 1566 года на большей части территории Нидерландов развернулось иконоборческое движение. Иконоборцы уничтожали иконы, а также разоряли и разрушали католические храмы. За несколько месяцев погрому подвергли 5500 храмов и монастырей, а в некоторых местах — дворянские дома и замки. Горожане и крестьяне добились от испанских властей разрешения деятельности кальвинистских проповедников, но ненадолго. Уже в следующем году король Испании Филипп II послал в Нидерланды герцога Фернандо Альбу для расправы с еретиками. Его десятитысячная армия устроила в Нидерландах показательные казни и подвергла преследованием всех, кто бы не католиком. Альба возглавил «Совет по делам о мятежах» («Кровавый совет», как его прозвали в народе). Им было вынесено более 8 тысяч смертных приговоров, включая приговоры для ближайших соратников Вильгельма I Оранского. Лидеры протестантов, многие горожане-кальвинисты и анабаптисты бежали из страны.

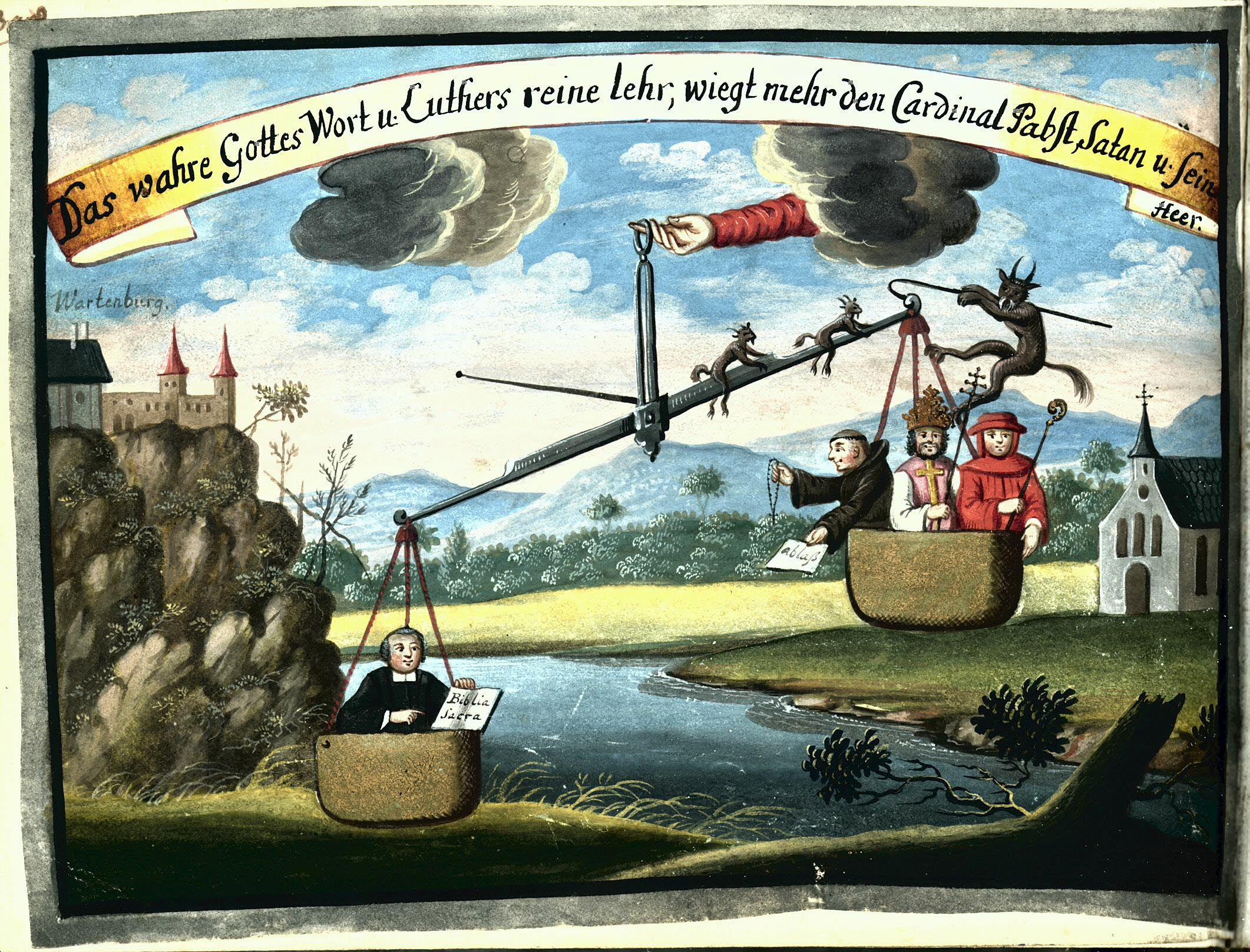
Карикатура на католическую церковь

Однако, борьбу с испанцами продолжали гёзы — морские и лесные. Так называли себя настроенные против Испании дворяне и все, кто боролся с испанским режимом — партизаны и пираты. Они нападали на испанские суда, гарнизоны, крепости. Дальнейший ход Реформации связан с Нидерландской революцией, в результате которой из северных провинций образовалось независимое протестантское государство с республиканской формой правления — Республика Соединённых провинций. Южные провинции, которые оставались католическими и находились под властью испанского короля, стали называться — Габсбургские Нидерланды. Реформация разделила нидерландское общество на тех, кто представлял новые центры и новые ценности европейской жизни, и тех, кто представлял традиционное общество, консерватизм. К первым относились — владельцы мануфактур, связанное с мировой торговлей купечество и дворянство, фермеры, наемные работники. Все они были, как правило, протестантами — кальвинистами, анабаптистами, лютеранами. Вторые — католическое духовенство, бюргеры ремесленники, землевладельцы, крестьяне — оставались верны католицизму. Одним из ключевых фигур того времени был — Эразм Роттердамский. Он пользовался большим авторитетом и был одним из самых образованных людей своего времени. Французский философ П. Бейль называл его «Иоанном Крестителем» Реформации. Сам Эразм Роттердамский не выходил из католической веры, но его критика церкви была еще более радикальной и опасной, чем критика Мартина Лютера. После Реформации и Контрреформации, в первой половине XVII века, в Европе разгорелась война, которая получила название тридцатилетней (1618—1648 годов). Конфликт начался внутри Священной Римской империи, как религиозные волнения. Позднее, к этим событиям присоединились и другие государства — Дания, Швеция, Франция, Голландия и Испания, преследуя свои интересы. Поэтому, тридцатилетняя война считается последней религиозной и первой всеевропейской войной. В октябре 1648 года в Мюнстере и Оснабрюкке был подписан мирный договор, получивший название Вестфальский. Он стал основой нового порядка и межгосударственных отношений в Европе. Были признаны равноправными католическая и протестантская церкви и закреплен принцип: «Чья власть, того и вера». Вестфальский мир сохранил раздробленность немецких княжеств. Франция и Швеция, как страны-победительницы, расширили свои владения за счет владений австрийских и испанских Габсбургов. Значительно увеличилась в размерах Пруссия, а также официально была подтверждена независимость Голландии и Швейцарии.

## Наше время

Логотип Всемирной Лютеранской Федерации

В XX века протестантизм открыл новое в жизни христиан всего мира явление — стремление не ограничивать полноты религиозной жизни рамками одной конфессии. Экумени́зм (греч. οἰκουμένη, обитаемый мир, вселенная) — идеология всехристианского единства, экумени́ческое движение — движение за сближение и объединение различных христианских церквей (конфессий). Все это привело к тому, что сейчас в Нидерландах больше 40 % населения — атеисты, более 27 % католиков и только чуть более 16 % протестанты. Это вероучение в Нидерландах представлено Протестантской церковью Нидерландов, которая кардинально меняется, следуя тенденциям нового времени. Пример тому — разрешение на благословение браков «сексуальных меньшинств» в 2004 году. Протестантская церковь Нидерландов подчиняется Всемирной лютеранской федерации (англ. Lutheran World Federation) или ВЛФ (LWF) — крупнейшее глобальное объединение национальных и региональных лютеранских церквей, со штаб-квартирой в Женеве, Швейцария. В состав Протестантской церкви Нидерландов входят:
- Нидерландская реформатская церковь (нидерл. Nederlandse Hervormde Kerk, англ. Dutch Reformed Church),
  - Реформатская церковь Нидерландов[англ.] (нидерл. Gereformeerde Kerken in Nederland, англ. Reformed Churches in the Netherlands);
  - Евангелическая Лютеранская церковь Королевства Нидерландов[англ.] (нидерл. Evangelisch-Lutherse Kerk in het Koninkrijk der Nederlanden, англ. Evangelical Lutheran Church in the Kingdom of the Netherlands

## Статистика
Перечень самых крупных протестантских деноминаций в 2010 году, в соответствии с работой "Operation World: The Definitive Prayer Guide to Every Nation" 
| Denominacja                                            | Количество прихожан | Процент населения |
| Протестантская церковь Нидерландов                     | 2 200 000           | 13,2%             |
| Реформатские церкви в Нидерландах                      | 124 710             | 0,75%             |
| Реформатская церковь в Нидерландах                     | 106 800             | 0,64%             |
| Христианская реформатская церковь                      | 73 300              | 0,44%             |
| Церковь Англии                                         | 37 300              | 0,22%             |
| Нидерландская реформатская церковь                     | 30 200              | 0,18%             |
| Объединённые пятидесятнические и евангелические церкви | 25 000              | 0,15%             |
| Евангелическая церковь Молуккских островов             | 25 000              | 0,15%             |
| Реформатские христиане в Голландии                     | 21 750              | 0,13%             |
| Моравская церковь                                      | 20 000              | 0,12%             |
| Союз баптистов                                         | 17 600              | 0,11%             |

## Ключевые фигуры
- Мартин Лютер;
- Жан Кальвин;
- Вильгельм I Оранский;
- Эразм Роттердамский;
- Давид Иориссон;
- Ян ван Батенбург;
- Мельхиор Хоффман;
- Менно Симонс;
- Иоанн Лейденский[9]